# Турбо (мультфільм)
«Турбо» (англ. Turbo) — повнометражний анімаційний комп'ютерний мультфільм, створений кінокомпанією DreamWorks. Режисером стрічки став Девід Сорен, а головного героя озвучив актор Раян Рейнольдс.

## Сюжет
Ніщо так не дратує темпераментного равлика на ім'я Турбо, який мріє про швидкість, як неспішне життя, повільні розмови, загальмовані сусіди. Равлик виглядає великим диваком в цьому млявому, неквапливому світі, але він вирішує піти всупереч закону природи про «народжений повзати – літати не зможе».
Турбо мріє стати найшвидшим равликом у світі, і нещасний випадок, що трапився з ним, може допомогти садовому равлику перетворити свою мрію (перемогу у перегонах Indy 500) у реальність.

## Персонажі
Равлики: 
- Тео на прізвисько Турбо (англ. Turbo) — звичайний садовий равлик помаранчевого кольору, який мріє стати найкращим гонщиком у світі й брати участь в гонках Indy 500.
- Хлист (англ. Whiplash) — равлик чорного кольору. Лідер команди гоночних равликів. Талановитий, впевнений у собі. Дуже любить свою команду і піклується про неї.
- Опік (англ. Burn) – равлик червоного кольору. Єдина дівчина-равлик у команді, запальна і дещо нахабна.
- Біла тінь (англ. White shadow) – равлик білого кольору. Його вважають "найтовстішим равликом у команді", але він не поступається решті спритністю і швидкістю.
- Смув Мув (англ. Smooth move) – равлик бузкового кольору. Надзвичайно впевнений у собі. "Рухається так хутко, що весь світ немов сповільнюється".
- Занос (англ. Skidmark) – равлик блакитного кольору. Мовчазний, емоційний і швидкий.
- Чет (англ. Chet) – равлик світло-блакитного кольору. Старший брат Турбо  з абсолютно протилежними поглядами на життя. Обережний і завжди практичний. Любить Турбо і хоче вберегти свого брата-мрійника від небезпек, бо вважає його ідею (бути гонщиком) абсолютно безглуздою.

Люди:
- Тіто (англ. Tito) – підприємець, що разом із братом володіє крамничкою з продажу тако, а за сумісництвом – організатор перегонів равликів, що є його справжньою пристрастю.
- Анжело – (англ. Angelo) брат Тіто. Не вірить у мрії та ідеї свого брата стосовно перегонів равликів, чим нагадує Чета. Анжело хоче, аби Тіто сконцентрувався на роботі і просто продавав тако.
- Гай Ганьє (англ. Guy Gagne) – відомий франко-канадський гонщик. Він п’ятикратний чемпіон в гонках Indy 500. Самозакоханий, безсердечний і на все готовий заради перемоги. Він має хорошу репутацію і на публіці досить доброзичливий, але насправді таким не є. Гай – кумир Турбо.
- Кім Лі (англ. Kim Ly) – сварлива господиня манікюрного салону з В'єтнаму, яка полююляє лайливе слово. У команді вона відповідає за фарбування і полірування раковини Турбо перед його гонками. Незважаючи на імідж нечемної, лайливої і грубої пані, насправді же є доброю і щиро вболіває за мрійливого равлика.
- Паз (англ. Paz) – власниця і одночасно майстер автомайстерні. Радник Турбо по гоночних справах. Автомобілі – її справжня пристрасть.
- Боббі (англ. Bobby) - господар магазину хобі. Займається інженерним проектуванням і дизайном раковин гоночних равликів.

## Ролі озвучували
| Персонаж             | Оригінал             | Український дубляж   |
| -------------------- | -------------------- | -------------------- |
| Турбо                | Раян Рейнольдс       | Андрій Федінчик      |
| Хлист                | Семюел Лірой Джексон | Григорій Герман      |
| Опік                 | Мая Рудольф          | Олена Кравець        |
| Біла тінь            | Майкл Белл           | Олександр Пікалов    |
| Смув Мув             | Снуп Дог             | Євген Кошовий        |
| Занос                | Бен Шварц            | Степан Казанін       |
| Чет                  | Пол Джаматті         | Констянтин Таран     |
| Тіто                 | Майкл Пенья          | Назар Задніпровський |
| Анжело               | Луїс Гузман          | Валерій Чигляєв      |
| Гай Ганьє            | Білл Гейдер          | Олексій Мочанов      |
| Кім Лі               | Кен Джонг            | Павло Піскун         |
| Паз                  | Мішель Родрігес      | Анастасія Чумаченко  |
| Боббі                | Річард Дженкінс      | Юрій Висоцький       |
| генеральний директор | Кертвуд Сміт         |                      |

- А також: Анатолій Пашнін, Андрій Гайдай, Сергій Солопай, Михайло Войчук, Дмитро Лінартович, Станіслав Туловський, Владислав Туловський, Андрій Соболєв, Ганна Соболєва, Катерина Башкіна-Зленко
- Пісню виконували: Валентин Музиченко і Сергій Юрченко

Фільм дубльовано студією «Постмодерн» у 2013 році.
- Режисер дубляжу — Констянтин Лінартович
- Перекладач — Роман Дяченко
- Музичний керівник — Тетяна Піроженко
- Мікс-студія — Deluxe Digital
- Диктор — Кирило Нікітенко